# Chlorid cíničitý
Chlorid cíničitý je bezbarvá kapalná látka, jejíž výpary při kontaktu se vzduchem dýmají směsí chlorovodíku a oxidu cíničitého. Tento jev je způsoben hydrolýzou chemikálie vlhkostí ve vzduchu. Dým je toxický, silně leptá sliznice a má velmi nepříjemný ostrý zápach. Jde, společně s chloridem cínatým, o jeden z chloridů cínu. Cín má zde oxidační číslo +IV, chlór má oxidační číslo -I.

## Výroba
Chlorid cíničitý se průmyslově vyrábí reakcí cínu s plynným chlórem.
| Sn + 2 Cl2 → SnCl4 | \| \| \| \| \| \| \| \| |  |
|                    |                         |  |
|                    |                         |  |

Tuto látku je možno vyrobit z koncentrované kyseliny chlorovodíkové a cínu, avšak vzniká větší či menší množství chloridu cínatého, podle schématu:
| Sn + (4 + 2x) HCl → SnCl4 + x SnCl2 + (2 + x) H2 | \| \| \| \| \| \| \| \| |  |
|                                                  |                         |  |
|                                                  |                         |  |

Při reakci vzniká jen malé množství chloridu cíničitého, proto tato reakce nemá praktické využití. Laboratorně lze tuto látku vyrobit reakcí chloridu cínatého s oxidačními činidly, lze použít například chlorid železitý.
| SnCl2 + 2 FeCl3 → 2 FeCl2 + SnCl4 | \| \| \| \| \| \| \| \| |  |
|                                   |                         |  |
|                                   |                         |  |

Lze použít i jiná činidla.

## Reakce
Bezvodý chlorid cíničitý je silnou Lewisovou kyselinou. S kyselinou chlorovodíkovou reaguje za vzniku aniontu [SnCl6]2−, který vytváří kyselinu hexachlorcíničitou H2[SnCl6].

## Použití
V první světové válce byl používán jako nesmrtící chemická zbraň, jelikož jeho výpary při kontaktu se vzduchem vytváří nepříjemný kouř. Ke konci války byl nahrazen směsí chloridu křemičitého SiCl4 a chloridu titaničitého TiCl4.
Tato látka se využívá na výrobu organocíničitých solí.